# Лакота (Айова)
Лакота (англ. Lakota) — місто (англ. city) в США, в окрузі Кошут штату Айова. Населення — 267 осіб (2020).

## Географія
Лакота розташована за координатами 43°22′39″ пн. ш. 94°5′37″ зх. д. / 43.37750° пн. ш. 94.09361° зх. д. (43.377543, -94.093737).  За даними Бюро перепису населення США в 2010 році місто мало площу 0,48 км², уся площа — суходіл. В 2017 році площа становила 1,88 км², уся площа — суходіл.

## Демографія
Згідно з переписом 2010 року, у місті мешкало 255 осіб у 119 домогосподарствах у складі 71 родини. Густота населення становила 531 особа/км².  Було 136 помешкань (283/км²).
Расовий склад населення:
| - 94,1 % — білих - 0,8 % — корінних американців - 3,9 % — осіб інших рас |

До двох чи більше рас належало 1,2 %. Частка іспаномовних становила 5,9 % від усіх жителів.
За віковим діапазоном населення розподілялося таким чином: 19,6 % — особи молодші 18 років, 56,1 % — особи у віці 18—64 років, 24,3 % — особи у віці 65 років та старші. Медіана віку мешканця становила 48,4 року. На 100 осіб жіночої статі у місті припадало 105,6 чоловіків;  на 100 жінок у віці від 18 років та старших — 103,0 чоловіків також старших 18 років.
Середній дохід на одне домашнє господарство  становив 43 658 доларів США (медіана — 30 833), а середній дохід на одну сім'ю — 46 111 долар (медіана — 36 250). Медіана доходів становила 36 250 доларів для чоловіків та 28 125 доларів для жінок. За межею бідності перебувало 21,0 % осіб, у тому числі 33,3 % дітей у віці до 18 років та 18,4 % осіб у віці 65 років та старших.
Цивільне працевлаштоване населення становило 101 осіб. Основні галузі зайнятості: освіта, охорона здоров'я та соціальна допомога — 29,7 %, виробництво — 24,8 %, сільське господарство, лісництво, риболовля — 9,9 %, роздрібна торгівля — 8,9 %.